# 吉姆·瓦尼
小詹姆斯·阿尔伯特·瓦尼（英語：James Albert Varney Jr.，1949年6月15日—2000年2月10日）是美国的演员、喜剧演员、作家。其最知名的角色是Ernest P. Worrell，该角色出现在了多个电视商业广告和电影中。此外他还出演了电影《贝弗利山人》（1993年）的Jed Clampett一角，也曾为《玩具总动员》（1995年）和《玩具總動員2》（1999年）中的弹簧狗配音。